# Холивудска стаза славних
Холивудска стаза славних (енгл. Hollywood Walk of Fame) је плочник дуж Булевара Холивуд и Улице Вајн у Холивуду у САД, на којем је изрезбарено преко 2.400 петокраких звезда с именима славних личности којима је почаст исказала Холивудска трговачка комора за њихов допринос индустрији забаве.
Прву звезду, додељену 9. фебруара 1960. године примила је Џоана Вудвард. 